# Bill Cantrell
William Edward Cantrell, detto Bill (West Point, 31 gennaio 1908 – Jeffersonville, 22 gennaio 1996), è stato un pilota automobilistico statunitense.
Tra il 1950 e il 1960 la 500 Miglia di Indianapolis faceva parte del Campionato mondiale di Formula 1, per questo motivo Cantrell ha all'attivo anche 1 Gran Premio in F1.
Cantrell morì nel 1996 e venne cremato.

## Risultati in F1
| 1950 | Scuderia | Vettura |  |  |     |  |  |  |  |  | Punti | Pos. |
| ---- | -------- | ------- |  |  | --- |  |  |  |  |  | ----- | ---- |
| 1950 | Palmer   | Adams   |  |  | Rit |  |  |  |  |  |       |      |

| 1951 | Scuderia       | Vettura           |  |    |  |  |  |  |  |  | Punti | Pos. |
| ---- | -------------- | ----------------- |  | -- |  |  |  |  |  |  | ----- | ---- |
| 1951 | Hart Fullerton | Kurtis Kraft 4000 |  | NQ |  |  |  |  |  |  |       |      |

| 1952 | Scuderia   | Vettura |  |    |  |  |  |  |  |  | Punti | Pos. |
| ---- | ---------- | ------- |  | -- |  |  |  |  |  |  | ----- | ---- |
| 1952 | Pat Clancy | Ewing   |  | NQ |  |  |  |  |  |  |       |      |

| Legenda | 1º posto     | 2º posto | 3º posto    | A punti         | Senza punti/Non class.  | Grassetto – Pole position Corsivo – Giro più veloce |
| Legenda | Squalificato | Ritirato | Non partito | Non qualificato | Solo prove/Terzo pilota | Grassetto – Pole position Corsivo – Giro più veloce |

* Nel 1950 auto condivisa con Bayliss Levrett.